# Anton Anreith
Anton Anreith  (11 de junio de 1754 - 4 de marzo de 1822) fue un escultor nacido en Alemania y uno de los primeros escultores importantes que trabajaron en Sudáfrica. Sus grabados en madera y esculturas, se encuentran hoy en día entre los más preciados testimonios culturales de Sudáfrica y muestran las elegantes líneas características del Barroco.
Su hermano Georg Anreith (1751-1823) fue un arquitecto de Hungría.

## Datos biográficos

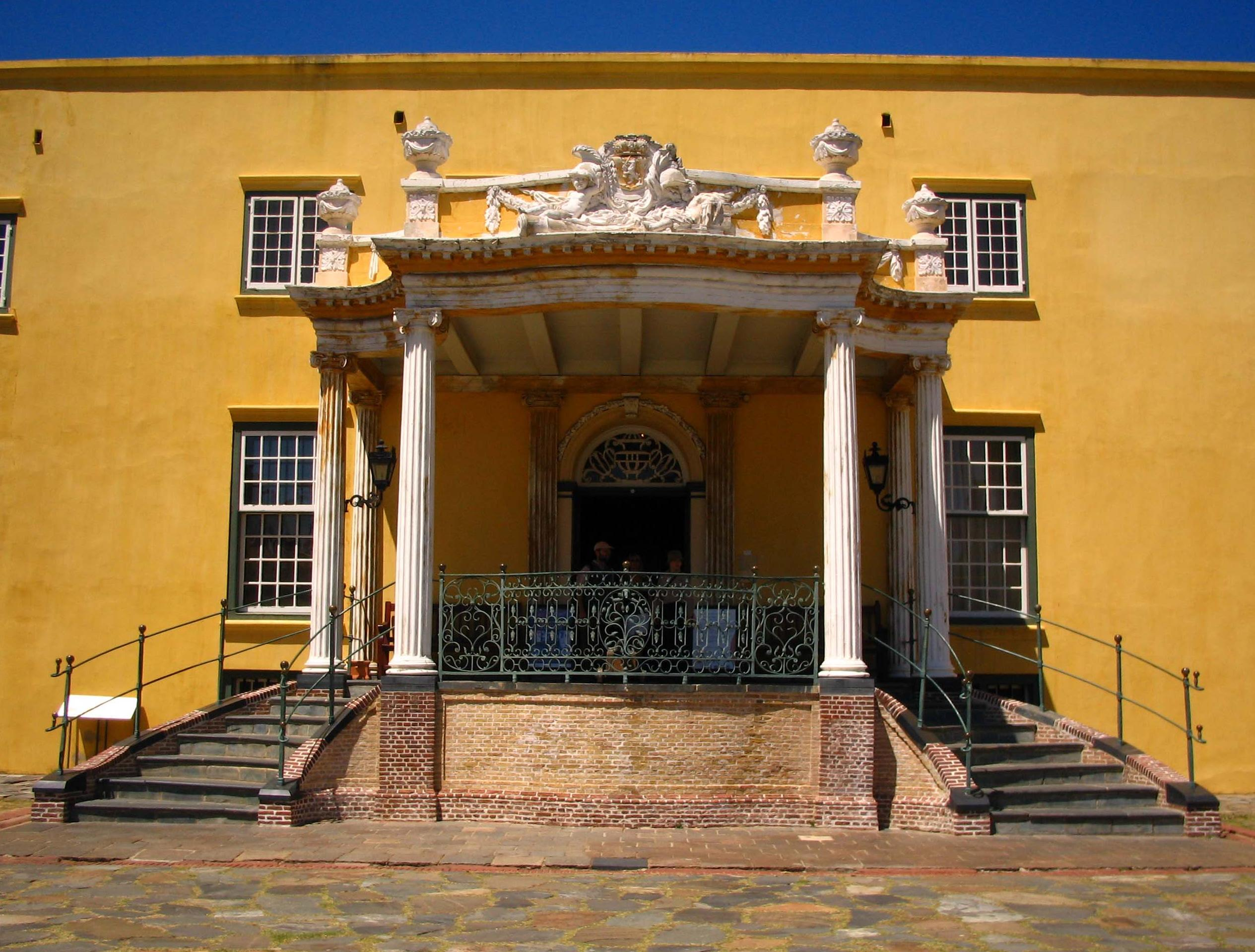
Balcón de Kat en el Castillo

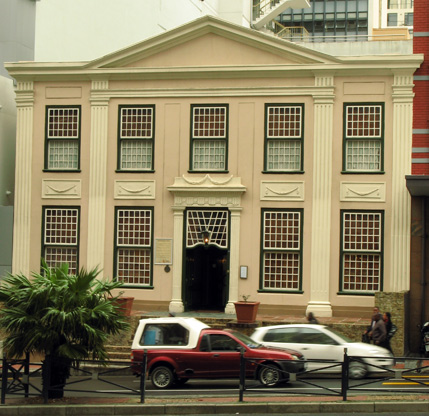
Koopmans-De Wet House, en Ciudad del Cabo

Anreith nació en Alemania y se trasladó a Ginebra para estudiar arte. También fue empleado por la compañía de las Indias Orientales y en su condición de soldado de la Compañía llegó a El Cabo en 1777. En Sudáfrica, sin embargo, retomó su carrera artística como carpintero y comenzó a trabajar. Los primeros encargos fueron para la Iglesia Luterana en Ciudad del Cabo, donde talló el púlpito, el órgano, el coro y el ventanal de la sacristía. Sus obras tuvieron importante repercusión social.
Fue nombrado escultor oficial de la Compañía de las Indias en 1786., para la que hizo esculturas en el Castillo de Buena Esperanza donde trabajó en estrecha colaboración con el famoso arquitecto Louis Michel Thibault (Anreith realizó los trabajos ornamentales de los edificios diseñados por Thibault). Entre sus trabajos se encuentran los de la Bodega Cloete en Groot Constantia y el púlpito de la Iglesia Groote en Ciudad del Cabo. En 1789 se les unió Hermann Schutte, un arquitecto y constructor de Bremen y los tres juntos tuvieron una profunda influencia en el desarrollo de la arquitectura de Ciudad del Cabo a finales del siglo XVIII y principios del XIX.
Además de su escultura y el trabajo en yeso, Anreith realizó una intensa labor como docente de dibujo y geometría. También fue jefe de la primera escuela de arte en Sudáfrica, que fue fundada por los masones. Se convirtió en masón en 1797 como miembro de la Logia de Goede Hoop. Murió en Bloem Street, Ciudad del Cabo, soltero y en situación de pobreza.·

## Obras
Entre las mejores y más conocidas obras de Anton Anreith  se incluyen las siguientes:
- Púlpito, de la iglesia Luterana en la calle Strand de Ciudad del Cabo. Puertas y ventanas de la casa parroquial. 33°55′8″S 18°25′10″E / -33.91889, 18.41944

- Frontón barroco de la Bodega Cloete en Groot Constantia titulado "La Violación de Ganímedes", una representación del mito de la juventud, secuestrado por Zeus en forma de un águila, que se convirtió en copero de los dioses griegos.[4] Las formas barrocas realizadas por Anreith se adaptan al formato clásico del frontón.

34°1′52″S 18°25′7″E / -34.03111, 18.41861

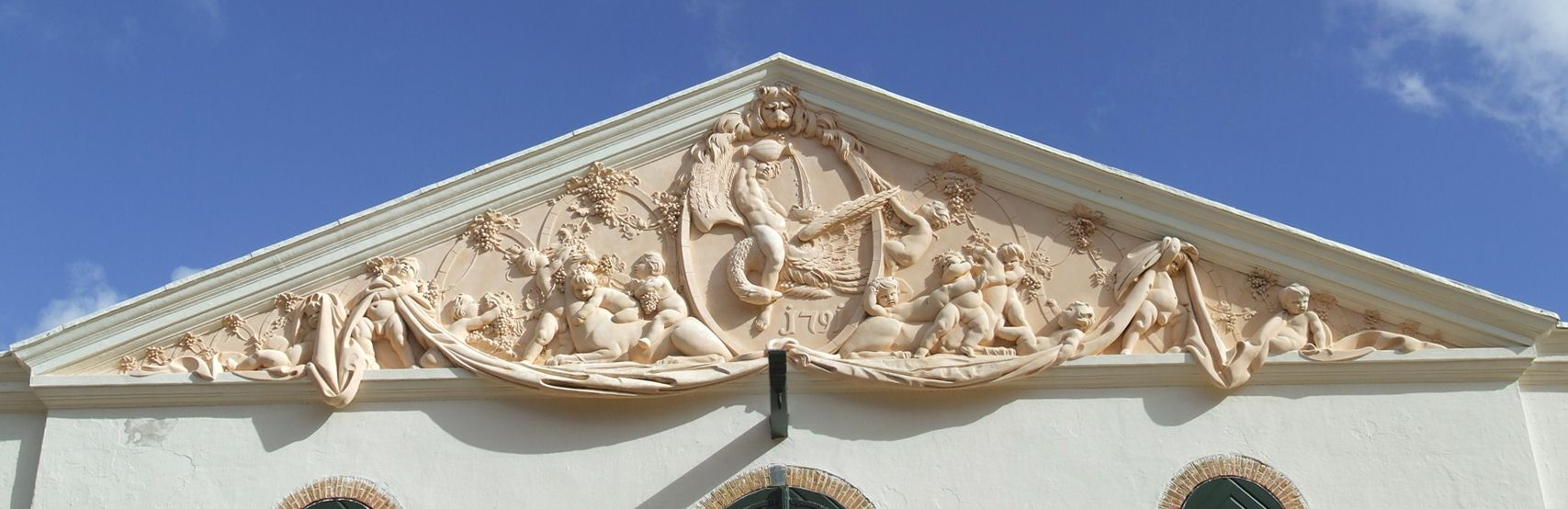
Frontón de las Bodegas Cloete, detalle
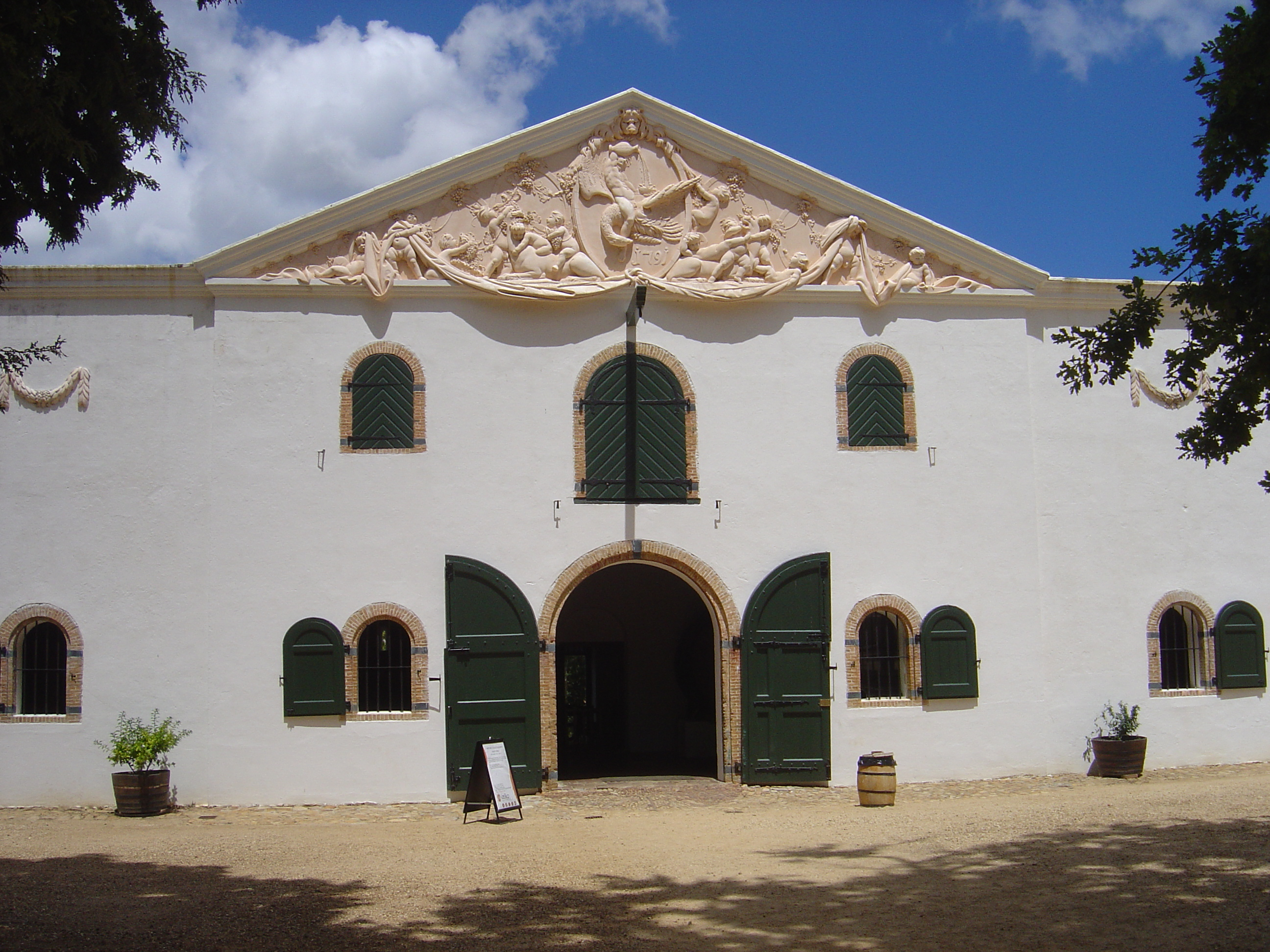
Bodega Cloete en Groot Constantia. Vista general de la fachada

- Balcón De Kat,[5] en el Castillo de Buena Esperanza 33°55′33″S 18°25′39″E / -33.92583, 18.42750
- Koopmans-De Wet House, en Ciudad del Cabo
- Museo Memorial del hugonote en Franschhoek.33°54′51″S 19°7′26″E / -33.91417, 19.12389
- púlpito de la Iglesia Groote en Ciudad del Cabo 33°55′29″S 18°25′15″E / -33.92472, 18.42083